# Caproni Ca.90
Die Caproni Ca.90 war ein schwerer italienischer Bomber.

## Geschichte und Konstruktion
Die Caproni Ca.90 war ein Anderthalbdecker und wurde 1929 konstruiert. Zur Zeit ihrer Vorstellung war sie das größte Flugzeug der Welt. Die noch größere Dornier Do X erschien später im Jahr 1929. Danach blieb die Ca.90 bis zum Erscheinen der Tupolew ANT-20 im Jahr 1934 das größte Landflugzeug. Der Rumpf war mit Ausnahme des mit gewelltem Duraluminium verkleideten vorderen Bereichs eine mit Stoff bespannte geschweißte Stahlrohrkonstruktion.
Auf der um 11,68 m längeren unteren Tragfläche waren vier zu zwei Tandems zusammengesetzte Motoren befestigt. Das dritte Tandemmotorenpaar war mit Streben über dem Rumpf befestigt. Als Druckpropeller kam ein Vierblatt, als Zugpropeller ein Zweiblatt zum Einsatz.
Beim Test- und Erkundungsprogramm konnte eine Last von 9980 kg transportiert werden. Damit wurde eine Höhe von 3255 m erreicht. Mit dieser Last betrug die maximale Flugdauer 3 Stunden und 31 Minuten.
Das italienische Luftwaffenministerium unter der Leitung von Italo Balbo als geplanter Abnehmer lehnte das Modell ab. Balbo war im Gegensatz zu seinen Vorgängern kein Befürworter des Bomberkrieges in der Luftkriegsführung. Caproni strebte nach der Ablehnung eine Produktion in den Vereinigten Staaten an und ging dazu ein Joint Venture mit der Curtiss Aeroplane and Motor Company ein. Die Weltwirtschaftskrise verhinderte die Ausführung des Projektes. So blieb es beim Bau nur eines einzigen Prototyps des Ca.90.

## Technische Daten

Dreiseitenansicht der Ca.90

| Kenngröße             | Daten                                                                                   |
| --------------------- | --------------------------------------------------------------------------------------- |
| Besatzung             | 7                                                                                       |
| Länge                 | 26,95 m                                                                                 |
| Spannweite            | 34,90 m (oben), 46,60 m (unten)                                                         |
| Höhe                  | 10,80 m                                                                                 |
| Flügelfläche          | 496,60 m²                                                                               |
| Leermasse             | 15.000 kg                                                                               |
| max. Startmasse       | 30.000 kg                                                                               |
| Höchstgeschwindigkeit | 205 km/h                                                                                |
| Dienstgipfelhöhe      | 4500 m                                                                                  |
| Flugdauer             | 7 h                                                                                     |
| Triebwerke            | 6 × 18-Zylinder-W-Motor Isotta Fraschini Asso 1000, wassergekühlt, je 1.000 PS (735 kW) |
| Bewaffnung            | Maschinengewehre zur Verteidigung 8000 kg Bomben                                        |